# Elevation (álbum de The Black Eyed Peas)
Elevation (estilizado en mayúsculas) es el noveno álbum de estudio del grupo estadounidense de pop rap Black Eyed Peas. Fue lanzado el 11 de noviembre de 2022, a través de will.i.am Music Group y Epic Records. Cuenta con las participaciones de J. Rey Soul, Anitta, Anuel AA, Daddy Yankee, David Guetta, El Alfa, Marshall Jefferson, Nicky Jam, Nicole Scherzinger, Ozuna y Shakira.
Alcanzó el número 13 en la lista Top Dance/Electronic Albums de Estados Unidos. Alcanzó el número 44 en Italia y el 89 en Francia.

## Antecedentes y lanzamiento
Tras el lanzamiento del anterior álbum del grupo, Translation (2020), la banda lanzó una serie de nuevos sencillos. A principios de noviembre de 2022 anunciaron su nuevo disco titulado «Elevation» en su cuenta de Instagram y al igual que su anterior álbum su nuevo disco contiene quince canciones.

## Lista de canciones
| Elevation track listing |                                                |             |          |  |
| N.º                     | Título                                         | Producer(s) | Duración |  |
| 1.                      | «Simply the Best» (con Anitta & El Alfa)       | will.i.am   | 3:56     |  |
| 2.                      | «Muevelo» (con Anuel AA & Marshall Jefferson)  | will.i.am   | 4:14     |  |
| 3.                      | «Audios»                                       | will.i.am   | 3:40     |  |
| 4.                      | «Double D'z» (con J. Rey Soul)                 | will.i.am   | 3:20     |  |
| 5.                      | «Bailar Contigo» (con Daddy Yankee)            | will.i.am   | 3:43     |  |
| 6.                      | «Get Down» (con Nicky Jam)                     | will.i.am   | 3:52     |  |
| 7.                      | «Dance 4 U»                                    | will.i.am   | 4:35     |  |
| 8.                      | «Guarantee»                                    | will.i.am   | 3:40     |  |
| 9.                      | «Filipina Queen» (con J. Rey Soul)             | will.i.am   | 3:30     |  |
| 10.                     | «Jump»                                         | will.i.am   | 3:36     |  |
| 11.                     | «In the Air»                                   | will.i.am   | 3:40     |  |
| 12.                     | «Fire Starter»                                 | will.i.am   | 3:14     |  |
| 13.                     | «No One Loves Me» (con Nicole Scherzinger)     | will.i.am   | 4:23     |  |
| 14.                     | «Don't You Worry» (con Shakira & David Guetta) | will.i.am   | 3:14     |  |
| 15.                     | «L.O.V.E.» (con Ozuna)                         | will.i.am   | 3:57     |  |
| 56:23                   |                                                |             |          |  |

## Personal
Black Eyed Peas
- will.i.am - voz en todos los temas excepto 9 y 11, piano, teclados, programación de batería, programación.
- apl.de.ap - voz en todos los temas excepto 4, 10, y 11
- Taboo - voz en todos los temas excepto 4, 9, y 10
- J. Rey Soul - voz en las pistas 4, 7-9, y 12

## Charts

### Weekly charts
| Chart (2022)                             | Peak position |
| ---------------------------------------- | ------------- |
| Francia (SNEP)                           | 89            |
| Italia (FIMI)                            | 44            |
| Estados Unidos (Dance/Electronic Albums) | 13            |

### Year-end charts
| Chart (2023)   | Position |
| -------------- | -------- |
| Francia (SNEP) | 188      |
| Italia (FIMI)  | 96       |